# Premi Homo Homini
El Premi Homo Homini és un guardó concedit anualment per l'organització de drets humans txeca Gent en Necessitat (Člověk v tísni) a «un individu en reconeixement d'una dedicació a la promoció dels drets humans, la democràcia i les solucions no violentes als conflictes polítics». El premi es presenta al Festival de Cinema Jeden Svět, el festival de cinema de drets humans més gran del món.

## Guanyadors
Els guanyadors del premi han estat:
- 1994: Serguei Kovalov
- 1997: Szeto Wah
- 1998: Ibrahim Rugova
- 1999: Oswaldo Payá Sardiñas
- 2000: Min Ko Naing
- 2001: Zackie Achmat
- 2002: Thích Huyền Quang, Thích Quảng Độ i Thadeus Nguyễn Văn Lý
- 2003: Nataša Kandić
- 2004: Gheorghe Briceag
- 2005: Ales Bialatski i l'organització belarussa Viasna
- 2006: Svetlana Gannushkina
- 2007: Su Su Nway, Phyu Phyu Thin, i Nilar Thein
- 2008: Liu Xiaobo i simbòlicament a tots els signants de la Carta 08
- 2009: Majid Tavakoli i Abdollah Momeni
- 2010: Azimzhan Askarov
- 2011: Doctors Coordinats de Damascs
- 2012: Intiqam Aliyev
- 2013: Sapijat Magomedova
- 2014: Souad Nawfal
- 2015: onze dissidents del 75 presos dissabtes cubans, que es van negar a abandonar el país per lluitar per la democràcia
- 2016: Comitè Europeu per a la prevenció de la tortura (CPT)
- 2017: Phạm Đoan Trang
- 2018: Francisca Ramírez Tórrez
- 2019: Buzurgmehr Yorov[4]
- 2020: Marfa Rabkova, Andrei Chapiuk, Leanid Sudalenka, Tatsiana Lasitsa del Viasna Human Rights Centre[5]